# 26 Mixes for Cash
26 Mixes for Cash è un album di remix del musicista Aphex Twin, pubblicato nel 2003 dalla Warp Records.

## Descrizione
È un doppio album contenente ventidue remix di James per altri artisti e quattro tracce originali, ed è stato pubblicato solo in versione CD. Sul mercato giapponese, tuttavia, è uscita una edizione limitata in vinile 12 pollici, dal titolo 2 Mixes on a 12" for Cash.
Due delle quattro tracce originali, Windowlicker (Acid Edit) e SAW2 CD1 TRK2 (Original Mix), sono versioni di brani precedentemente pubblicati. Le due rimanenti, The Beauty of Being Numb, section B e At the Heart of It All, erano già disponibili nella raccolta di remix Further Down the Spiral dell'album The Downward Spiral del gruppo statunitense industrial Nine Inch Nails. Quest'ultima traccia inizialmente della durata di 7:14 è stata ridotta a 3:49.
The Beauty of Being Numb, section B, che riguarda la seconda parte del brano originale, contiene campionamenti da Eraser dei Nine Inch Nails.
Tra le tracce dell'album, vi sono remix anche per Beck, Gavin Bryars, Saint Etienne e Mescalinum United. Per Beck, Aphex Twin ha remixato anche il singolo Devil's Haircut, col titolo Richard's Haircut. Tale remix tuttavia non è stato incluso nella raccolta per problemi di licenza con la Casa discografica.
Alcune tracce sono state utilizzate in spot pubblicitari, tra cui quello della Axe, programmi televisivi, tra cui Top Gear e per eventi internazionali, quali il campionato mondiale di biliardo della BBC svoltosi nel 2006.
Con l'acquisto dell'album dal sito della Warp Records, venivano incluse come omaggio due monete di cioccolato avvolte in carta argentata, con il logo di Aphex Twin su un lato e il volto di James con la scritta «Electronica Rex» sull'altro.

## Tracce
CD 1
1. Time to Find Me (AFX Fast Mix) - Seefeel - 7:34
2. Raising the Titanic (Big Drum Mix) - Gavin Bryars - 8:42
3. Journey (Aphex Twin Care Mix) - Gentle People - 10:14
4. Triachus (Mix by Aphex Twin) - Kinesthesia - 4:12
5. Heroes (Aphex Twin Remix) - Philip Glass - 5:18
6. In the Gitter, part 2 (Aphex Twin Mix) - Buck Tick - 5:02
7. Zeroes and Ones (Aphex Twin Reconstruction #2) - Jesus Jones - 5:49
8. Ziggy (Aphex Twin Mix #1) - Nav Katze - 4:25
9. Your Head My Voice (Voix Revirement) - Saint Etienne - 3:15
10. Change (Aphex Twin Mix #2) - Nav Katze - 4:16
11. Une Femme n'est Pas un Homme (Aphex Twin Mix) - The Beatniks - 4:06
12. The Beauty of Being Numb (Created by Aphex Twin) - Nine Inch Nails - 3:27
13. Let My Fish Loose (Aphex Twin Remix) - Nobukazu Takemura - 5:26

CD 2
1. Krieger (Aphex Twin Baldhu Mix) - Die Fantastischen Vier - 3:23
2. Deep in Velvet (Aphex Twin Turnips Mix) - Phillip Boa & The Voodoo Club - 3:50
3. Falling Free (Aphex Twin Remix) - Curve - 7:41
4. We Have Arrived (Aphex Twin QQT Mix) - Mescalinum United - 4:23
5. At the Heart of It All (Created by Aphex Twin) - Nine Inch Nails - 3:49
6. Flow Coma (Remix by AFX) - 808 State - 4:59
7. Windowlicker (Acid Edit) - Aphex Twin - 4:15
8. Normal (Heston Flora Remix by AFX) - Baby Ford - 6:15
9. SAW2 CD1 TRK2 (Original Mix) - Aphex Twin - 6:30
10. Mindstream (The Aphex Twin Remix) - Meat Beat Manifesto - 3:42
11. You Can't Hide Your Love (Hidden Love Mix) - DMX Krew - 5:05
12. Spotlight (Aphex Twin mix) - Wagon Christ - 6:57
13. Debase (Soft Palate) - Mike Flowers Pops - 5:50